# Duke Nukem Forever
Duke Nukem Forever é um jogo de tiro em primeira pessoa que é possivel matar alienigenas, para Windows, Xbox 360 e Playstation 3, desenvolvido pela Gearbox Software, uma sequência para o jogo Duke Nukem 3D de 1996, como parte de uma longa série Duke Nukem. Pretendendo ser inovador, se tornou notório na indústria de jogos por seu prolongado desenvolvimento; o jogo esteve em desenvolvimento desde 1997. Originalmente em desenvolvimento pela 3D Realms, o diretor George Broussard, um dos criadores do Duke Nukem original, primeiramente anunciou o desenvolvimento do título em Abril de 1997, e informações promocionais para o jogo foram lançadas de diversas maneiras desde 1997 até 2008. Essas informações, incluindo screenshots, mostram diferentes visuais para o jogo, já que a 3D Realms contínuamente mudou o motor de jogo e os gráficos.
Depois de anunciar e adiar repetidamente as datas de lançamento, a 3D Realms anunciou em 2001 que iria simplesmente lançar "quando estivesse pronto". Em Maio de 2009, a 3D Realms foi reduzida por razões financeiras, resultando na perda da equipe de desenvolvimento do jogo. Declarações da companhia indicavam que o projeto estava quase pronto, com imagens do desenvolvimento final. Take-Two Interactive, que possui direitos de publicação sobre o jogo, lançou uma ação judicial em 2009 contra a 3D Realms devido à sua falha em terminar o projeto. A 3D Realms respondeu que o interesse legal da Take-Two no jogo é limitado aos direitos de publicação. O caso foi encerrado em Maio de 2010 e detalhes não foram revelados. Em 3 de Setembro de 2010, depois de 14 anos, Duke Nukem Forever foi oficialmente afirmado pela 2k Games como estando em desenvolvimento pela Gearbox Software, com lançamento anunciado para 10 de junho de 2011.